# Червоный, Александр Владимирович
Александр Владимирович Червоный (укр. Олександр Володимирович Червоний; род. 1 сентября 1961, Александровка, Днепропетровская область) — советский и украинский футболист (защитник) и тренер.

## Биография
В первенстве СССР выступал за команды «Колос» Павлоград (1981—1982, 1984—1985, вторая лига), «Колос» Никополь (1985, 1986—1988, первая лига) и «Днепр» Днепропетровск (1983—1984, 1986, 1988—1990). В составе «Днепра» провёл 30 матчей в высшей лиге, в основном выступал за дублирующий состав. В 1990 году сыграл 13 матчей в высшей лиге за «Ротор» Волгоград. В сезонах 1990/91 — 1991/92 играл за венгерский клуб «Вашуташ»/«Ньиредьхаза». В 1992 году провёл два матче за команду первой украинской лиги «Шахтёр» Павлоград, затем выступал за команды высшей лиги «Верес» Ровно (1992—1994), «Днепр» (1994), «Заря-МАЛС» Луганск (1995), «Нива» Винница (1995—1996), «Металлург» Мариуполь (1997—1998). В 1999—2007 годах работал тренером в мариупольском «Металлурге»/«Ильичёвце», был главным тренером дубля, в апреле — мае 2007 — главным тренером «Ильичёвца». Работал тренером в клубах «Крымтеплица» (2007—2008), «Коммунальник» Луганск (2008), главным тренером в ФК «Сталь» Днепродзержинск (2009), тренером в «Титане» Армянск (2012—2013). С 2015 года — администратор в ФК «Днепр».
Старший брат футболиста Виктора Червоного.

## Достижения
- Чемпион СССР: 1983, 1988
  - Серебряный призёр чемпионата СССР: 1989
  - Бронзовый призёр чемпионата СССР: 1984
- Обладатель Кубка СССР 1989.
- Обладатель Кубка Федерации футбола СССР: 1989
  - Финалист Кубка Федерации футбола СССР: 1990
- Обладатель Кубка сезона: 1989
- Бронзовый призёр чемпионата Украины: 1994/95
- Финалист Кубка Украины: 1996